# 前波景当
前波 景当（まえば かげまさ）は、戦国時代の武将。朝倉氏の家臣。

## 略歴
前波氏は越前国一乗谷付近の前波村を本拠とした地侍で、朝倉氏の直臣中筆頭の家柄である。
前波氏嫡流の藤右衛門尉家の跡継ぎに生まれ、永禄8年（1565年）頃から朝倉義景の奉行人として活躍した。永禄11年（1568年）5月、足利義昭の朝倉館訪問時には、年寄衆の筆頭として挨拶・接待をしており、同年7月、義昭が一乗谷を去り織田信長の許へ向かう際は、朝倉景恒と共に2000の兵を率い、近江まで義昭を警護した。元亀元年（1570年）9月、義景の西近江出陣に従軍（志賀の陣）、対陣中、義景が発給した賀茂別雷神社宛て禁制に副状を副えるなどの活動が見られるが、11月26日、堅田衆の猪飼昇貞が信長に寝返ったため朝倉景鏡等と共に攻撃、坂井政尚を討ち取ったが景当も戦死した。
子・勝秀（生年不詳 - 元和6年（1620年））は吉右衛門、半入と称し、朝倉氏滅亡後、一時動静が不明となるが、豊臣秀吉に御咄衆として仕え、後に徳川家康に仕えた。